# Spielplan (Sport)
Ein Spielplan ist im Sport ein vor Beginn einer Saison oder eines Turniers festgelegter Plan, der die Reihenfolge der Spiele der Teilnehmer bzw. der teilnehmenden Mannschaften gegeneinander regelt. Dabei wird grundsätzlich zwischen zwei Typen unterschieden:
- In Finalrunden oder K.-o.-Runden wird für jede teilnehmenden Mannschaft zunächst über den Gegner entschieden, gegen den das erste Spiel bestritten wird. Der Gewinner dieser Partie qualifiziert sich für die nächste Runde, der Verlierer scheidet aus. In der Regel ist die Anzahl der Teilnehmer eines solchen Turniers eine Potenz der Zahl Zwei, so dass in jeder Runde die Hälfte der Spieler ausscheidet und das Turnier so mit dem Finale der verbliebenen zwei letzten Mannschaften endet. Das Aufstellen eines Spielplans besteht in diesem Fall aus der Auslosung der Partien in der jeweiligen Spielrunde. Zumeist wird dabei eine Setzliste benutzt, um das Aufeinandertreffen starker Mannschaften in frühen Runden zu verhindern.
- In einer Liga oder einem Rundenturnier treten alle Teilnehmer einer Gruppe (auch Staffel oder Division) mindestens einmal gegeneinander an. In diesem Fall wird durch den Spielplan die Reihenfolge der Spieltage festgelegt, also welche Mannschaften wann gegeneinander antreten. Zumeist besteht eine Staffel aus einer geraden Anzahl von Teilnehmern, so dass an jedem Spieltag alle Mannschaften ein Spiel bestreiten. Die Liga kann aus beliebig vielen Gruppen nebeneinander bestehen.

Turniere wie die Fußball-Weltmeisterschaft sind ein Beispiel dafür, dass auch beide Typen im Rahmen eines Wettbewerbs vorkommen können. Dort werden zunächst die teilnehmenden Mannschaften in acht Gruppen à vier Mannschaften gelost, die in einer Gruppe jeweils einmal gegeneinander antreten. Anschließend rücken die beiden Gruppensieger ins Achtelfinale vor und spielen von dort an im K.-o.-System den Sieger aus.

## Beispiel für die Erstellung eines Spielplans anhand der Fußball-Bundesliga
Dies ist der Spielplan der Fußball-Bundesliga in der Saison 2005/06, der von der DFL aus mehreren von einem Computerprogramm erstellten Möglichkeiten ausgewählt wurde:
Im ersten Schritt wird dazu jeder der 18 Mannschaften außer einer, dem „Joker“ (in diesem Fall dem Hamburger SV) eine zufällige Zahl zwischen 1 und 17 zugeordnet, woraufhin der „Joker“ selbst die Nummer 18 erhält:
1. Arminia Bielefeld
2. 1. FSV Mainz 05
3. VfB Stuttgart
4. 1. FC Kaiserslautern
5. Borussia Dortmund
6. Borussia Mönchengladbach
7. Bayer 04 Leverkusen
8. Hertha BSC
9. 1. FC Nürnberg
10. Hannover 96
11. Eintracht Frankfurt
12. FC Bayern München
13. VfL Wolfsburg
14. FC Schalke 04
15. MSV Duisburg
16. 1. FC Köln
17. Werder Bremen

Um herauszufinden, welche dieser siebzehn Mannschaften anschließend an welchem Spieltag gegen welchen Gegner antreten muss, wird folgende Rechenvorschrift benutzt:

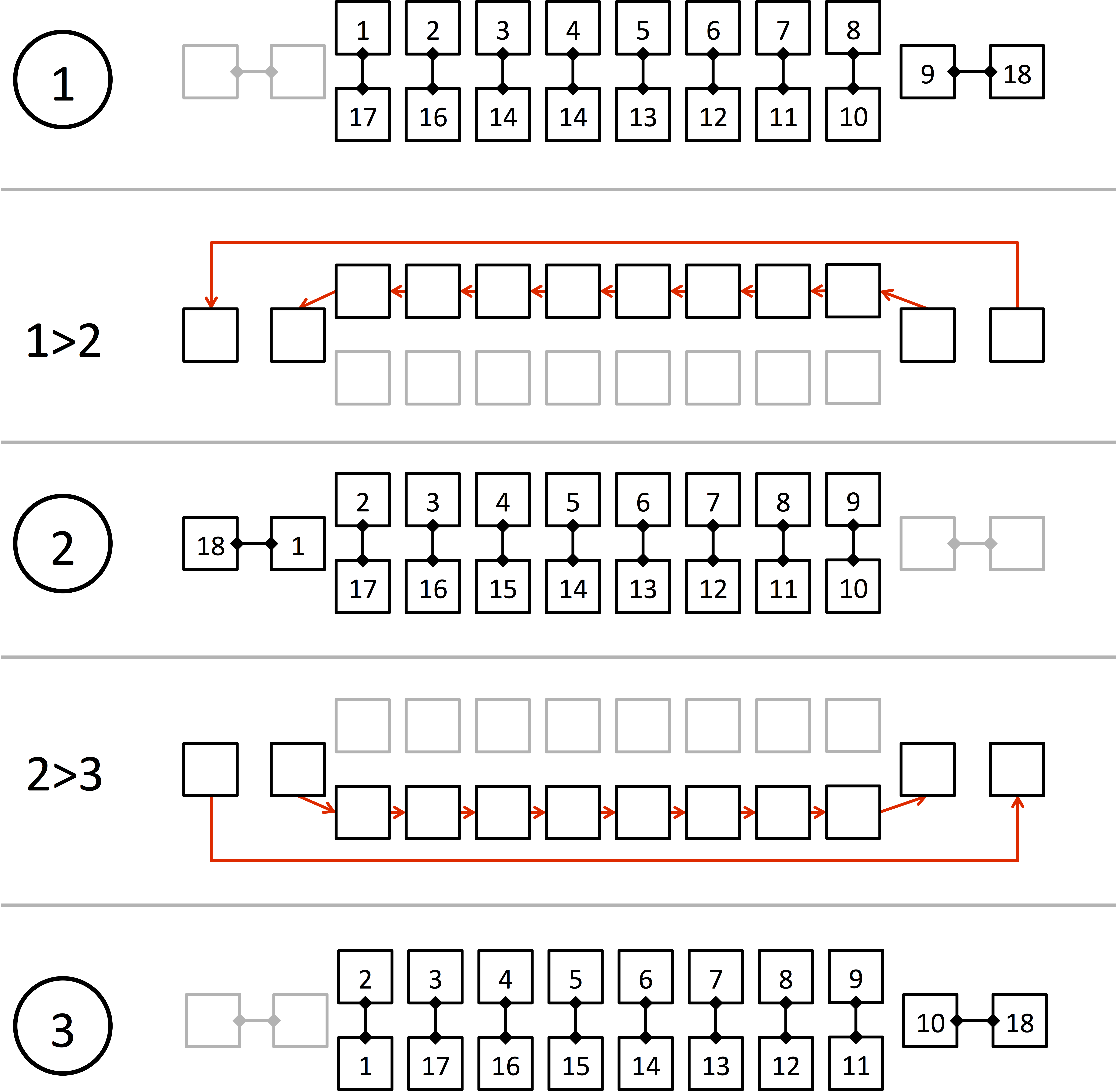
Strategie zur Erstellung des Spielplans der Fußball-Bundesliga

Am Spieltag n (hier: 1 ≤ n ≤ 17) tritt der Verein mit der Nummer k gegen genau die gegnerische Mannschaft mit der Nummer l an, so dass der Rest der Summe beider Nummern k + l bei Division durch 17 genau den Rest n ergibt. Der „Joker“ mit der Nummer 18 (in diesem Fall also der Hamburger SV) tritt schließlich gegen den Verein an, für den sich nach obiger Regel an dem betreffenden Spieltag kein Partner findet.
Verständlich wird das Verfahren, wenn man es grafisch umsetzt. Das Grundschema ist dazu in der Grafik rechts aufgeführt. Zwei Reihen à 8 Plätze und jeweils zwei Plätze links und rechts davon sind für die Vereine vorgesehen. Die Nummern der Vereine werden aufsteigend beginnend mit 1 links oben in die Felder eingetragen, in dem mittleren rechten Feld fortgesetzt und in der unteren Reihe von rechts nach links komplettiert. Der „Joker“ wird in dem rechten mittleren Feld eingetragen. Die beiden Felder in der Mitte links bleiben zunächst leer. Paarungen finden zwischen den Vereinen statt, die in der Grafik durch eine Linie verbunden sind. In der initialen Füllung entspricht dies dem ersten Spieltag. Um den zweiten und alle geraden Spieltage zu ermitteln wird die obere Reihe mit den angrenzenden mittleren Feldern nach links verschoben und der „Joker“ wechselt die Seite von rechts nach links. Damit werden die beiden zunächst freien Felder links belegt; die beiden Felder rechts sind nun frei. Um den dritten und alle ungeraden Spieltag zu ermitteln wird die untere Reihe mit den angrenzenden mittleren Feldern nach rechts verschoben und der „Joker“ wechselt von links nach rechts. Auch hier wechseln die freien Felder. Man kann gut erkennen, dass für die Paarungen der beiden übereinander stehenden Vereine der Divisionsrest von 17 immer dem Spieltag entspricht.

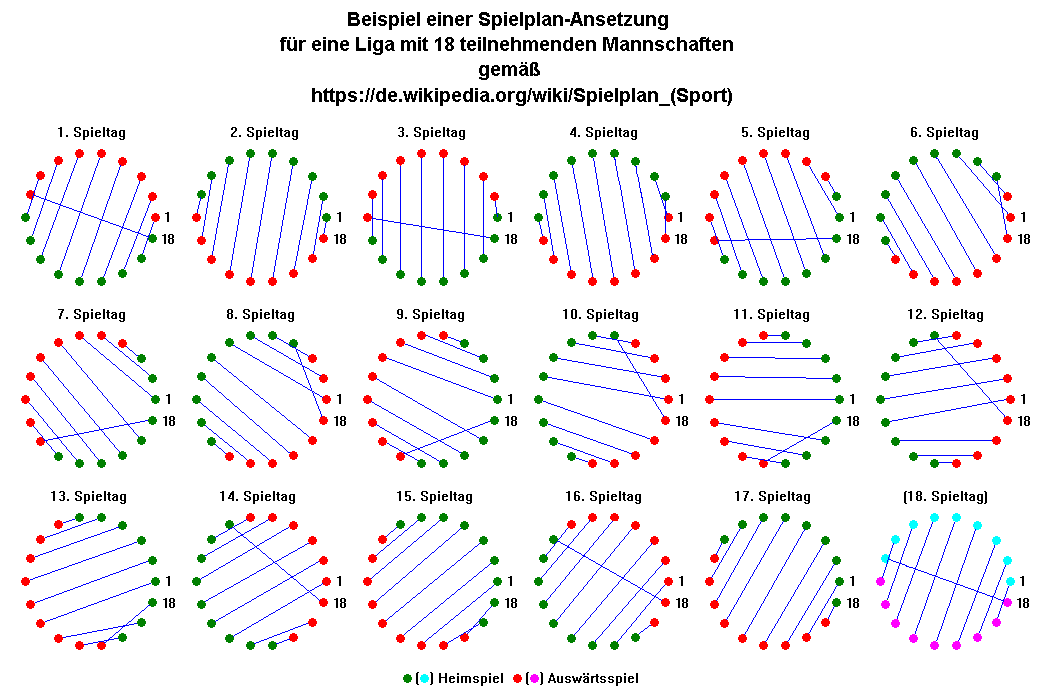
Spielplan der Fußball-Bundesliga lt. dem nebenstehend erläuterten Algorithmus

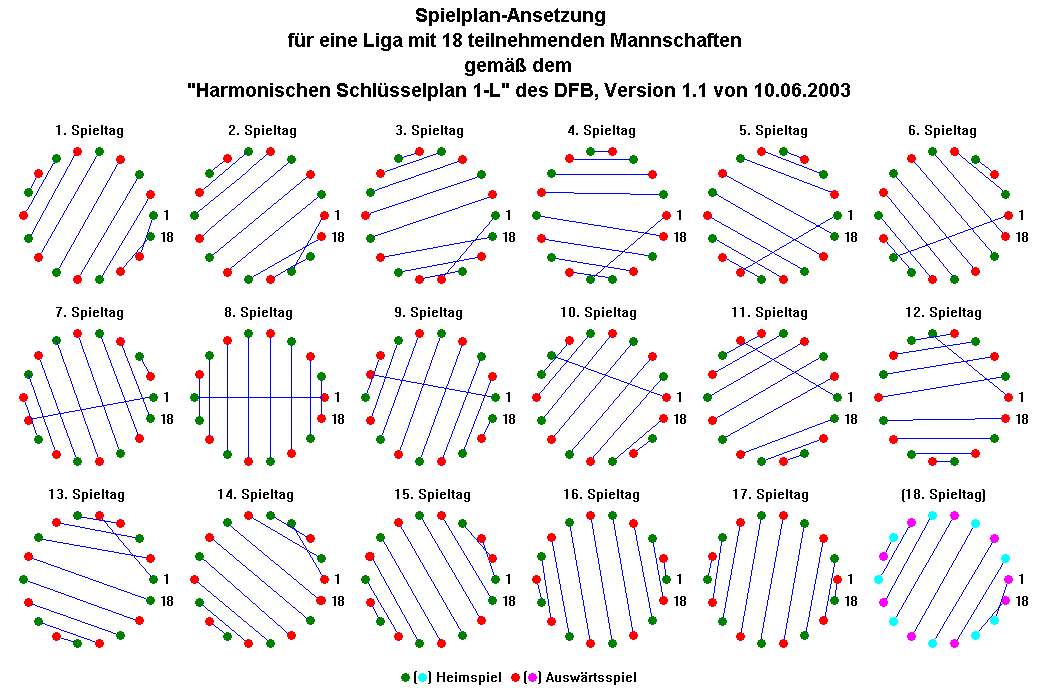
Spielplan der Fußball-Bundesliga lt. dem „Harmonischen Schlüsselplan 1-L“

Um zu ermitteln, welche Mannschaft Heimrecht hat, gilt in der Hinrunde folgendes: Ist die Summe der beiden Nummern k + l eine gerade Zahl, hat die Mannschaft mit der höheren Nummer Heimrecht; ist die Summe dagegen eine ungerade Zahl, hat die Mannschaft mit der niedrigeren Nummer Heimrecht. Der „Joker“ mit der Nummer 18 schließlich hat nur Heimrecht gegen die Mannschaften mit den Nummern 8 bis 16, nicht aber 1 bis 7 und 17. An den Spieltagen der Rückrunde, in diesem Fall also ab dem 18. Spieltag, werden die Spiele in derselben Reihenfolge wie in der Hinrunde wiederholt, nur dass diesmal das Heimrecht getauscht wird.
Als Beispiel der zehnte Spieltag der Saison. Weil der Rest von 27 bei der Teilung durch 17 ebenfalls 10 ergibt, besteht er aus den Partien
- Nürnberg – Bielefeld (9 + 1 = 10)
- Berlin – Mainz (8 + 2 = 10)
- Leverkusen – Stuttgart (7 + 3 = 10)
- Mönchengladbach – Kaiserslautern (6 + 4 = 10)
- Hannover – Bremen (10 + 17 = 27)
- Frankfurt – Köln (11 + 16 = 27)
- München – Duisburg (12 + 15 = 27)
- Wolfsburg – Schalke (13 + 14 = 27)
- Dortmund – Hamburg (5 – Joker)

Eine leichte Faustregel ergibt sich für den Fall, dass man an einem Spieltag ohne Kenntnis des Spielplans über die Partien des nächsten Spieltags Bescheid wissen möchte. Sofern man sich die Reihenfolge der siebzehn Mannschaften merkt, kann man zu einem beliebigen Verein den Gegner der nächsten Woche dadurch ermitteln, dass man in der Liste einfach vom heutigen Gegner ausgehend eine Nummer weitergeht. Sollte sich der eigene Verein als Gegner ergeben, spielt man gegen den „Joker“, also den Hamburger SV.
Prinzipiell ließe sich solch ein Spielplan auch zufällig erstellen, in der Praxis jedoch ist dies nur selten und ab bestimmten Mannschaftszahlen gar nicht mehr möglich. Durch zu viele externe Einflüsse wie Konzerte in den Stadien oder Großveranstaltungen in deren Nähe werden mögliche Spielpläne verhindert, so dass letztlich nur ein geringer Prozentsatz der theoretisch möglichen Pläne in die engere Auswahl für den tatsächlichen Spielplan kommt. Die Erstellung des Spielplans der deutschen Fußball-Bundesliga wird seit der Saison 2005/06 mit einer Software der Firma ILOG (seit 2009 IBM) unterstützt. Heute wird die Software IBM ILOG Optimization Decision Manager (ODM) eingesetzt.
Eine weitere wichtige Eigenschaft dieses Spielplans ist, dass das Heimrecht fast jede Woche wechselt. Genauer, bei allen Mannschaften außer Nummer 9 und 18 wechselt das Heimrecht nur einmal pro Vorrunde nicht (dies nennt man ein „Break“).
Eine weitere Eigenschaft des Planes ist, dass von zwei Mannschaften, die im Kreis gegenüber liegen, in der ganzen Saison immer genau eine ein Heimrecht hat. Bei allen anderen Paarungen gilt das nicht. Die Zuordnung der Mannschaften zu den Ziffern 1 bis 17 ist daher doch nicht ganz zufällig. Es werden immer Paare gebildet von Mannschaften, die nahe beieinander liegen, damit es nicht an einzelnen Wochenenden zu zwei Heimspielen in einer Region kommt. Dies kann man an der Nummernzuordnung der Saison 2005/06 gut erkennen.